# Cantonul Plérin
Cantonul Plérin este un canton din arondismentul Saint-Brieuc, departamentul Côtes-d'Armor, regiunea Bretania, Franța.

## Comune
- Plérin (reședință)
- Pordic
- Trémuson